# Simulium subexiguum
Simulium subexiguum es una especie de insecto del género Simulium, familia Simuliidae, orden Diptera.
Fue descrita científicamente por Field, 1967.